# Franz Krenn
Franz Krenn, né le 26 février 1816 à Droß − mort le 18 juin 1897 à St. Andrä-Wördern, est un compositeur, chef d'orchestre, organiste et professeur de musique autrichien. Il a été le professeur de plusieurs compositeurs importants.

## Biographie
Né à Droß (district de Krems), fils d’un professeur d’école, il reçoit ses premières leçons de son père. Plus tard son oncle, Ignaz Henritsch, un élève de Joseph Preindl (de), ainsi que le pasteur de sa ville natale lui enseignent la musique. Après avoir terminé le cours pédagogique à Krems il est assistant de l’école de Weikersdorf. En 1834 il se rend à Vienne, où il étudie la composition avec Ignaz von Seyfried et travaille comme professeur de piano pour les chanteurs de cour.
À partir de 1844, il occupe plusieurs postes d’organiste. En 1862, il devient chef d’orchestre à la Michaelerkirche, dont il fait par la suite un centre du mouvement cécilien. En 1869, il reçoit, aux côtés d’Anton Bruckner, la chaire d’harmonie, de contrepoint et de composition au Conservatoire de la Société des amis de la musique de Vienne, où il œuvre jusqu’en 1891. En tant que professeur au conservatoire, il a enseigné à de nombreux musiciens importants, dont Gustav Mahler, Hans Rott, Mathilde Kralik, Leoš Janáček, Mieczysław Sołtys, Adolf Wallnöfer, Hugo Wolf, Juliusz Zarębski et Alexander von Zemlinsky.
Franz Krenn est le père du peintre Edmund Krenn (1845-1902).

## Œuvres
Franz Krenn a composé 29 messes, les deux oratorios Bonifazius et Die vier letzten Dinge, un Requiem et un Te Deum, des cantates, des compositions d’église plus petites, une symphonie en sol mineur (composée en 1850), des quatuors à cordes et à piano, des pièces d’orgue et de piano. Il a fondé une école d’orgue (1845), une école de chant ainsi qu’un apprentissage de la musique et de l’harmonie (1890).